# Li Zhi
Li Zhi, detto anche Zhowu (cinese: 卓吾; 1527 – 1602), è stato un filosofo, scrittore e storico cinese, influente alla fine dell'epoca Ming e principale rappresentante della scuola di Taizhou.
Questo pensatore iconoclasta, nella sua ostilità all'istituzione confuciana, taccia l'ortodossia, specie quella di Zhu Xi, d'ipocrisia, e mette in dubbio l'infallibilità dei Classici, il che gli varrà gli strali di Wang Fuzhi. Proclama la legittimità dei desideri in due opere-manifesto: il Libro da bruciare e il Libro da nascondere. Furono vietati e Li Zhi si suicidò in prigione.
Vicino a Wang Yang-Ming, Li Zhi s'ispirò al buddismo: poiché ogni essere possiede la natura di Budda, basta liberarsi dalle costrizioni sociali per raggiungere la liberazione.
Mettendo lo spirito polemico e lo spontaneismo del Chan al servizio della contestazione sociale e culturale, Li Zhi è uno dei primi pensatori e il più radicale nella sua rimessa in discussione della tradizione cinese e dell'ideologia confuciana che le serve da fondamento. 
Commentatore di opere dell'Antichità (lo Yijing, lo Laozi, lo Zhuangzi...), Li Zhi fu anche un amante della letteratura in lingua volgare, e scrisse commentari su più opere di questa letteratura, come la commedia teatrale La storia del padiglione occidentale o il romanzo I briganti. Il suo Discorso sul cuore di bambino è particolarmente conosciuto: vi tiene un elogio dell'« espressione spontanea » (ziwen) dei sentimenti, opponendosi agli emuli degli Antichi. Autenticità e sincerità non hanno per lui migliore esempio che il romanzo I briganti, che elegge a uno dei cinque più grandi capolavori di tutti i tempi.

## Opere
- Fen shu (Libro da bruciare)
- Can shu (Libro da nascondere)